# Asplenium pulchellum
Asplenium pulchellum là một loài thực vật có mạch trong họ Aspleniaceae. Loài này được Raddi miêu tả khoa học đầu tiên năm 1819.